# Robert Bartko
Robert Bartko (Potsdam, 23 dicembre 1975) è un ex pistard e ciclista su strada tedesco, due volte campione olimpico e quattro volte campione del mondo nelle specialità dell'inseguimento.

## Palmarès

### Pista
- 1999

Campionato del mondo, Inseguimento individuale
Campionato del mondo, Inseguimento a squadre (con Daniel Becke, Guido Fulst e Jens Lehmann)
- 2000

Campionato del mondo, Inseguimento individuale
Campionato del mondo, Inseguimento a squadre (con Daniel Becke, Guido Fulst e Jens Lehmann)
Campionato tedesco, Inseguimento a squadre
- 2004

Sei giorni di Berlino
1ª prova Coppa del mondo, Inseguimento individuale (Mosca)
2ª prova Coppa del mondo 2004-2005, Inseguimento individuale (Los Angeles)
2ª prova Coppa del mondo 2004-2005, Inseguimento a squadre (Los Angeles, con Robert Bengsch, Henning Bommel e Leif Lampater)
2ª prova Coppa del mondo 2004-2005, Americana (Los Angeles, con Leif Lampater)
- 2005

Campionato del mondo, Inseguimento individuale
Sei giorni di Brema (con Andreas Beikirch)
Sei giorni di Monaco di Baviera (con Erik Zabel)
Campionato tedesco, Inseguimento individuale
Campionato tedesco, Inseguimento a squadre
Campionato tedesco, Americana (con Guido Fulst)
- 2006

Campionato del mondo, Inseguimento individuale
Sei giorni di Stoccarda (con Leif Lampater e Guido Fulst)
Campionato tedesco, Inseguimento individuale
Campionato tedesco, Inseguimento a squadre
Campionato tedesco, Americana (con Andreas Beikirch)
2ª prova Coppa del mondo 2006-2007, Inseguimento individuale (Mosca)
- 2007

Sei giorni di Rotterdam (con Iljo Keisse)
Sei giorni di Amsterdam (con Iljo Keisse)
Sei giorni di Gand (con Iljo Keisse)
Campionato tedesco, Inseguimento individuale
Campionato tedesco, Inseguimento a squadre
- 2008

Sei giorni di Brema (con Iljo Keisse)
Sei giorni di Stoccarda (con Iljo Keisse e Leif Lampater)
Campionato tedesco, Inseguimento individuale
Sei giorni di Monaco di Baviera (con Iljo Keisse)
Sei giorni di Gand (con Iljo Keisse)
- 2009

Campionato europeo, Americana (con Roger Kluge)
Sei giorni di Berlino (con Erik Zabel)
2ª prova Coppa del mondo 2008-2009, Americana (Copenaghen, con Marcel Barth)
Sei giorni di Amsterdam (con Roger Kluge)
Sei giorni di Apeldoorn (con Pim Ligthart e Léon van Bon)
- 2010

Sei giorni di Amsterdam (con Roger Kluge)
Sei giorni di Zurigo (con Danilo Hondo)
- 2011

Sei giorni di Brema (con Robert Bengsch)
Sei giorni di Berlino (con Roger Kluge)
Sei giorni di Gand (con Kenny De Ketele)
- 2012

Sei giorni di Brema (con Peter Schep)
- 2014

Cottbuser Nächte, Americana (con Marcel Kalz)
Sei giorni di Copenaghen (con Marcel Kalz)

### Strada
- 1995

11ª tappa Giro della Bassa Sassonia
- 1999

5ª tappa Sachsen-Tour International
- 2002 (Team Deutsche Telekom, una vittoria)

6ª tappa Giro della Bassa Sassonia
- 2003 (Rabobank, una vittoria)

6ª tappa Tour de Luxembourg
- 2004 (Rabobank, due vittorie)

1ª tappa Tre Giorni delle Fiandre Occidentali
Classifica generale Tre Giorni delle Fiandre Occidentali

## Piazzamenti

### Grandi Giri
- Vuelta a España

2002: 105º

### Competizioni mondiali
- Campionati del mondo su pista

Bordeaux 1998 - Inseguimento individuale: 3º
Bordeaux 1998 - Inseguimento a squadre: 2º
Berlino 1999 - Inseguimento individuale: vincitore
Berlino 1999 - Inseguimento a squadre: vincitore
Stoccarda 2003 - Inseguimento individuale: 6º
Melbourne 2004 - Inseguimento individuale: 3º
Los Angeles 2005 - Inseguimento individuale: vincitore
Los Angeles 2005 - Americana: 9º
Bordeaux 2006 - Inseguimento individuale: vincitore
Palma di Maiorca 2007 - Inseguimento individuale: 2º
Manchester 2008 - Omnium: 5º
Pruszków 2009 - Inseguimento individuale: 9º
Pruszków 2009 - Omnium: 5º
Ballerup 2010 - Inseguimento a squadre: 10º
Ballerup 2010 - Americana: 5º
Ballerup 2010 - Omnium: 4º
- Giochi olimpici

Sydney 2000 - Inseguimento individuale: vincitore
Sydney 2000 - Inseguimento a squadre: vincitore
Atene 2004 - Madison: 4º
Atene 2004 - Inseguimento individuale: 8º